# Mikrofinansiering
Mikrofinansiering er en en finansieringsform, hvor mindre kapitalstærke kan opnå finansiering. De finansielle ydelser omfattende både udlån, opsparing, forsikring og pengeoverførsler. Mastereksemplet på mikrofinansiering er Grameen Bank. 
Disse små ydelser findes ofte i ulande, hvor mange donorer støtter mikrobanker eller mikrofinansinstitutioner som et instrument mod fattigdomsbekæmpelse til folk, der ikke har ressourcer eller ejendom til at få et lån i en almindelig bank. Ofte behøver man ikke at stille sikkerhed for at få et mikrolån, ligesom der typisk ikke er nogen nedre grænse for, hvor få penge man kan spare op i mikrobankerne – noget, der i mange lande afholder de fattige fra at sætte deres penge i banken. 
Danmark støttede i 2005 mikrofinans med ca. 385 millioner kroner, men der findes ingen samlet opgørelse over dansk-støttede mikrofinansaktiviteter. Derudover støtter Andelskassen Oikos, samt organisationer som Dansk Flygtningehjælp og Folkekirkens Nødhjælp sådanne projekter. 
I 2006 gik Nobels fredspris til Grameen Bank og dens stifter Muhammad Yunus.  Grameen Bank er en af verdens største mikrofinansinstitutioner, og bliver tit betragtet som pionererne inden for feltet. 
I Danmark er de danske organisationer og virksomheder, der arbejder med feltet samlet i netværket Dansk Forum for Mikrofinans.

## Opsparing
Mange mikrofinansieringsinitiativer baserer sig primært på lån, men på det seneste har opsparingsydelser vundet stor udbredelse. Meget fattige mennesker efterspørger sikre muligheder for opsparing fordi deres indtægt er ustabil: Høsten kommer kun en gang om året, arbejde fås kun hver anden dag osv. Mange danske organisationer arbejder med låne-spare grupper, hvor en gruppe kvinder sparer op og låner ud blandet hinanden . Opsparingen bruges som et midre risikofyldt alternativ til lån.

## Private udlån
Via internettet er der mulighed for at lave små private lån til initiativrige fattige, der har brug for penge til for eksempel at starte egen virksomhed. Dette kan gøres via hjemmesider oprettet støtteorganisationer så som MyC4, Momentum Trust og KIVA.
Det er også muligt at investere i mikrofinans gennem nogle mere almindelig banker. Andelskassen Oikos har konti, hvor pengene der bliver sat ind, udlånes til mikrofinans.

## Dansk social vinkel
Danmark har i 2008 importeret denne model med mikrolån til udsatte og fattige. Som et socialt forsøg vil man i Århus Kommune prøve, via Socialt Udviklingscenter, med iværksætterlån på 1000 til 50000 kr til hjemløse og svage personer, at hjælpe dem i gang med at starte egen virksomhed.

## Kritik og kontroverser om mikrofinansiering
Mikrofinansiering har fået megen offentlig opmærksomhed og er blevet hyldet som svaret på verdens fattigdomsproblemer. Mikrofinanssektoren har længe forsøgt at trænge igennem med, at mikrofinansiering kun er en del af løsning og ikke er et vidundermiddel . Mikrolån er mikrogæld og kan være skadelige. Grundige evalueringer har deslige primært fundet enten en lille positiv eller slet ingen effekt af de små lån . Det skal dog bemærkes, at det blandt evalueringseksperter regnes for yderst vanskeligt at dokumentere effekt af udviklingstiltag – herunder også effekten af mikrofinans. Mikrofinansens bagside har for nylig været genstand for diskussion, og det er tydeligt, at mikrofinans i nogle tilfælde har negative konsekvenser mikrokrediten , , blandt andet på grund af mikrobankernes uetiske udlån og høje renter . Renten har været et separat diskussionsmen – det er på 35% i gennemsnit og nogle gange helt op til 100% . I Indien blev en række selvmord desuden forbundet med mikrolån. 
Problematikken er søgt dokumenteret i en film af den danske journalist Tom Heinemann . Grameen Foundation, en global non-profit organisation, afviser kritikken og påstår at Heinemanns dokumentation bruger ikke korrekte tal (journalisten.dk: DR sender dokumentar om mikrolån trods kritik, link missing) .
I 2010 kom også nobelprismodtageren Muhammed Yunus er kommet i et kritisk lys, fordi 560 millioner bistandskroner blev overføret til mellem to konti . Den norske regering har senere meldt ud, at der ikke forgik misbrug af bistandsmidler .

## Reference
1. ↑  Press Release – Nobel Peace Prize 2006
2. ↑  Små lån og opsparing hos Folkekirkens Nødhjælp (Webside ikke længere tilgængelig)
3. ↑  Urban, mandag 17. marts 2008, side 6 – som er citeret her: Fattige danskere får ulandshjælp – Politiken.dk
4. ↑   CGAP – consotium of donors in microfinance
5. ↑  "Impact of Microfinance". Arkiveret fra originalen 11. oktober 2011. Hentet 22. marts 2011.
6. ↑   Information: "Mikrolån er et tveægget sværd"
7. ↑  BBC:"Microcredit 'death trap' for Bangladesh's poor"
8. ↑  NY Times "Banks Making Big Profits From Tiny Loans"
9. ↑  DR Nyheder 12-Dec-2010
10. ↑  Tom Heinemann: "Fanget i Mikrogæld"
11. ↑  "Norge undersøger muligt mikrolåns-fusk". Arkiveret fra originalen 6. december 2010. Hentet 6. februar 2011.
12. ↑   Report on Norwegian assistance to Grameen Bank

| Økonomi | Spire Denne artikel om økonomi er en spire som bør udbygges. Du er velkommen til at hjælpe Wikipedia ved at udvide den. |